# Karl Koller (voetballer)
Karl Koller (Matzendorf-Hölles, 9 februari 1929 – Baden bei Wien, 24 januari 2009) was een Oostenrijks profvoetballer, die speelde als verdedigende middenvelder. Hij speelde zijn gehele carrière voor First Vienna en kwam 86 keer uit voor zijn vaderland Oostenrijk. Koller overleed op 79-jarige leeftijd in 2009.

## Erelijst
First Vienna
- Oostenrijks landskampioen

1955